# Kingdom of Madness

Kingdom of madness est le deuxième album du groupe de power metal allemand Edguy et leur premier album professionnel. Il est sorti le 8 février 1997. Chris Boltendahl, chanteur de Grave Digger, participe à la chansons épique "The kingdom" qui est jusqu'aujourd'hui la chanson la plus longue et complexe du groupe. La chanson "Wings of a dream" a été reprise par le groupe quelques années plus tard et est la seule à faire partie de quelques concerts jusqu'aujourd'hui.

## Personnel de l'album
- Tobias Sammet - chant, guitare basse, clavier
- Jens Ludwig - guitare
- Dirk Sauer - guitare
- Dominik Storch - batterie et percussions

Musicien invité:
- Chris Boltendahl – chant (sur la chanson 9)

## Liste des chansons
1. "Paradise" 6:24
2. "Wings of a Dream" 5:24
3. "Heart of Twilight" 5:32
4. "Dark Symphony" 1:05
5. "Deadmaker" 5:15
6. "Angel Rebellion" 6:44
7. "When a Hero Cries" 3:59
8. "Steel Church" 6:29
9. "The Kingdom" 18:23